# 曠野 (曲)
『曠野』（こうや）は、千葉真一の楽曲。1985年4月21日にVAPレコードからシングルで発売された。

## 解説
千葉真一主演のテレビ時代劇『影の軍団シリーズ』の第4作『影の軍団IV』、第5作『影の軍団 幕末編』の挿入歌として劇中のBGMで採用されている。
モチーフは“男の魅力”で、スローテンポに奏でられた旋律と千葉真一独特のダイナミックな歌声がマッチした楽曲に仕上げられ、作曲も千葉自ら担当した。千葉にとって1976年の「限りなき愛 ～千葉真一のラブテーマ～」以来の作品で、14枚目のシングルである。作詞をした亀石征一郎と千葉は東映ニューフェイスで同期の間柄かつ親友で、亀石は千葉率いるジャパンアクションクラブ (JAC) に所属し、活動を共にしていた。
B面には「影」が収録され、同曲は『影の軍団IV』、『影の軍団 幕末編』のエンディングテーマとして流されている。

## 収録曲

### SIDE-A
1. 曠野
  - 作詞 ： 亀石征一郎、作曲 ： 千葉真一、編曲 ： 青木望

### SIDE-B
1. 影
  - 作詞 ： 亀石征一郎、作曲・編曲 ： 青木望

## 収録アルバム
- オリジナル・サウンドトラック 影の軍団（1986年）-　「影（Inst.）」を収録。
- バップオリジナル音源による　伝説のテレビドラマ テーマコレクション1（1994年）
- 影の軍団 音楽編（1998年）-　「曠野」「影」を収録。